# Montenegro op de Olympische Zomerspelen 2008
Montenegro debuteerde op de Olympische Spelen tijdens de Olympische Zomerspelen 2008 in Peking, China. Montenegro verliet in 2006 de unie met Servië. Het Montenegrijns Nationaal Olympisch Comité werd in 2007 door het IOC erkend. Eerder deden sporters uit Montenegro mee als onderdeel van Servië en Montenegro en Joegoslavië. Er werden geen medailles gewonnen.

## Deelnemers en resultaten
(m) = mannen, (v) = vrouwen

### Atletiek
| Olympiër           | Onderdeel    | Resultaat | Prestatie               |
| ------------------ | ------------ | --------- | ----------------------- |
| Goran Stojiljković | marathon (m) | 62e       | 2:28.14                 |
|                    |              |           |                         |
| Milena Milašević   | 100m (v)     | 66e       | serie 10: 8ste in 12,65 |

### Boksen
| Olympiër        | Onderdeel | Resultaat | Prestatie                           |
| --------------- | --------- | --------- | ----------------------------------- |
| Milorad Gajović | -91kg (m) | 17e       | 1ste ronde: V van GRE Pavlidis: 3-7 |

### Judo
| Olympiër         | Onderdeel | Resultaat | Prestatie |
| ---------------- | --------- | --------- | --- |
| Srđan Mrvaljević | -81kg (m) | 9e        | 1ste ronde: W van TUN Badra: yuko 2de ronde: W van GEQ Nchama: ippon 3de ronde: W van CHN Guo: waza-ari kwartfinale: V van NED Elmont: yuko herkansingen: V van MGL Nyamkhüü: ippon |

### Schietsport
| Olympiër         | Onderdeel            | Resultaat | Prestatie                                                     |
| ---------------- | -------------------- | --------- | ------------------------------------------------------------- |
| Nikola Šaranović | 50m pistool (m)      | 45e       | kwalificatie: 45ste met 535 punten (89-88-87-90-93-88)        |
| Nikola Šaranović | 10m luchtpistool (m) | 41e       | kwalificatie: 41ste met 570 punten (94-96-92-96-96-96)</small |

### Waterpolo
| Olympiër | Onderdeel | Resultaat | Prestatie |
| --- | --------- | --------- | --- |
| Draško Brguljan Vladimir Gojković Aleksandar Ivović Mlađan Janović Nikola Janović Predrag Jokić Vjekoslav Pasković Zdravko Radić Miloš Šćepanović Milan Tičić Veljko Uskoković Nikola Vukčević Boris Zloković | mannen    | 4e        | groep B: 3de G van Hongarije: 10-10 W van Canada: 12-0 W van Griekenland: 10-6 V van Spanje: 6-12 G van Australië: 5-5 kwartfinale: W van Kroatië: 7-6 halve finale: V van Hongarije: 9-11 bronzen finale: V van Servië: 4-6 |

| Groep B |             |             |             |             |             |        |        |        |        |
| #       | Land        | Wedstrijden | Wedstrijden | Wedstrijden | Wedstrijden | Punten | Punten | Punten | Punten |
| #       | Land        | G           | W           | G           | V           | V      | T      | Saldo  | Punten |
| 1       | Hongarije   | 5           | 4           | 1           | 0           | 60     | 36     | +24    | 9      |
| 2       | Spanje      | 5           | 4           | 0           | 1           | 52     | 34     | +18    | 8      |
| 3       | Montenegro  | 5           | 2           | 2           | 1           | 43     | 33     | +10    | 6      |
| 4       | Australië   | 5           | 2           | 1           | 2           | 45     | 40     | +5     | 5      |
| 5       | Griekenland | 5           | 1           | 0           | 4           | 39     | 56     | −17    | 2      |
| 6       | Canada      | 5           | 0           | 0           | 5           | 21     | 61     | −40    | 0      |

| Ronde          | Datum  | Plaats     | Land  | Score       | Land |
| -------------- | ------ | ---------- | ----- | ----------- | ---- |
| Groepsfase     |        |            |       |             |      |
| 10 augustus    | Peking | Hongarije  | 10-10 | Montenegro  |      |
| 12 augustus    | Peking | Canada     | 0-12  | Montenegro  |      |
| 14 augustus    | Peking | Montenegro | 10-6  | Griekenland |      |
| 16 augustus    | Peking | Spanje     | 12-6  | Montenegro  |      |
| 18 augustus    | Peking | Montenegro | 5-5   | Australië   |      |
| Kwartfinale    |        |            |       |             |      |
| 20 augustus    | Peking | Montenegro | 7-6   | Kroatië     |      |
| Halve finale   |        |            |       |             |      |
| 22 augustus    | Peking | Hongarije  | 11-9  | Montenegro  |      |
| Bronzen finale |        |            |       |             |      |
| 24 augustus    | Peking | Montenegro | 4-6   | Servië      |      |

### Zwemmen
| Olympiër   | Onderdeel           | Resultaat | Prestatie                    |
| ---------- | ------------------- | --------- | ---------------------------- |
| Marina Kuč | 200m schoolslag (v) | 31e       | serie 2: 3de in 2.31,24 (NR) |

Afghanistan · Albanië · Algerije · Amerikaanse Maagdeneilanden · Amerikaans-Samoa · Andorra · Angola · Antigua en Barbuda · Argentinië · Armenië · Aruba · Australië · Azerbeidzjan · Bahama's · Bahrein · Bangladesh · Barbados · België · Belize · Benin · Bermuda · Bhutan · Bolivia · Bosnië en Herzegovina · Botswana · Brazilië · Britse Maagdeneilanden · Bulgarije · Burkina Faso · Burundi · Cambodja · Canada · Centraal-Afrikaanse Republiek · Chili · China · Chinees Taipei · Colombia · Comoren · Congo-Brazzaville · Congo-Kinshasa · Cookeilanden · Costa Rica · Cuba · Cyprus · Denemarken · Djibouti · Dominica · Dominicaanse Republiek · Duitsland · Ecuador · Egypte · El Salvador · Equatoriaal-Guinea · Eritrea · Estland · Ethiopië · Fiji · Filipijnen · Finland · Frankrijk · Gabon · Gambia · Georgië · Ghana · Grenada · Griekenland · Groot-Brittannië · Guam · Guatemala · Guinee · Guinee‑Bissau · Guyana · Haïti · Honduras · Hongarije · Hongkong · Ierland · IJsland · India · Indonesië · Irak · Iran · Israël · Italië · Ivoorkust · Jamaica · Japan · Jemen · Jordanië · Kaaimaneilanden · Kaapverdië · Kameroen · Kazachstan · Kenia · Kirgizië · Kiribati · Koeweit · Kroatië · Laos · Lesotho · Letland · Libanon · Liberia · Libië · Liechtenstein · Litouwen · Luxemburg · Macedonië · Madagaskar · Malawi · Malediven · Maleisië · Mali · Malta · Marshalleilanden · Marokko · Mauritanië · Mauritius · Mexico · Micronesië · Moldavië · Monaco · Mongolië · Montenegro · Mozambique · Myanmar · Namibië · Nauru · Nederland · Nederlandse Antillen · Nepal · Nicaragua · Nieuw-Zeeland · Niger · Nigeria · Noord-Korea · Noorwegen · Oeganda · Oekraïne · Oezbekistan · Oman · Oostenrijk · Oost‑Timor · Pakistan · Palau · Palestina · Panama · Papoea-Nieuw-Guinea · Paraguay · Peru · Polen · Portugal · Puerto Rico · Qatar · Roemenië · Rusland · Rwanda · Saint Kitts en Nevis · Saint Lucia · Saint Vincent en Grenadines · Salomonseilanden · Samoa · San Marino · Sao Tomé en Principe · Saoedi-Arabië · Senegal · Servië · Seychellen · Sierra Leone · Singapore · Slovenië · Slowakije · Soedan · Somalië · Spanje · Sri Lanka · Suriname · Swaziland · Syrië · Tadzjikistan · Tanzania · Thailand · Togo · Tonga · Trinidad en Tobago · Tsjaad · Tsjechië · Tunesië · Turkije · Turkmenistan · Tuvalu · Uruguay · Vanuatu · Venezuela · Verenigde Arabische Emiraten · Verenigde Staten · Vietnam · Wit-Rusland · Zambia · Zimbabwe · Zuid-Afrika · Zuid-Korea · Zweden · Zwitserland
Uitgesloten van deelname: Brunei